# 彩禧路公園

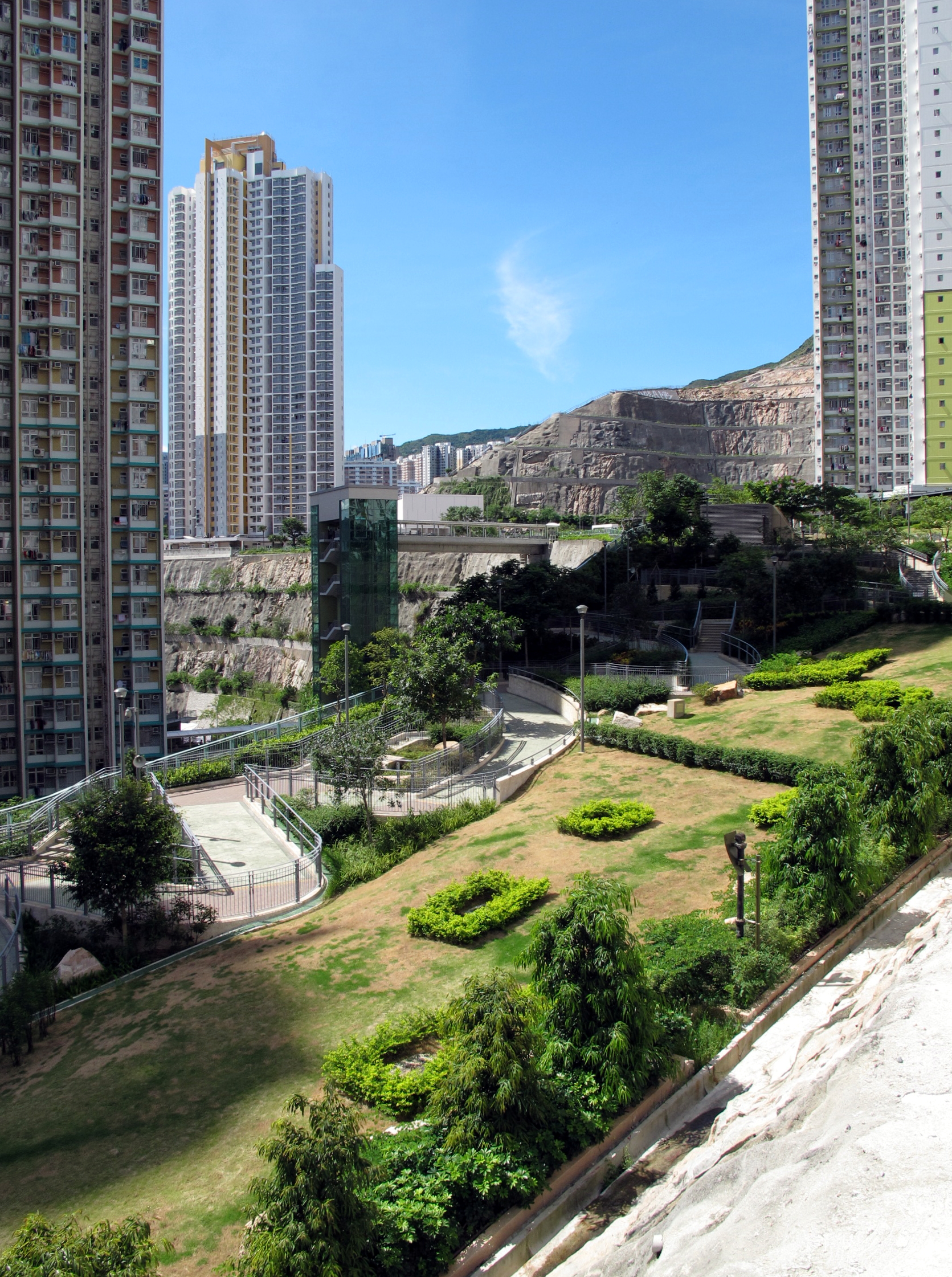
彩禧路公園草坪

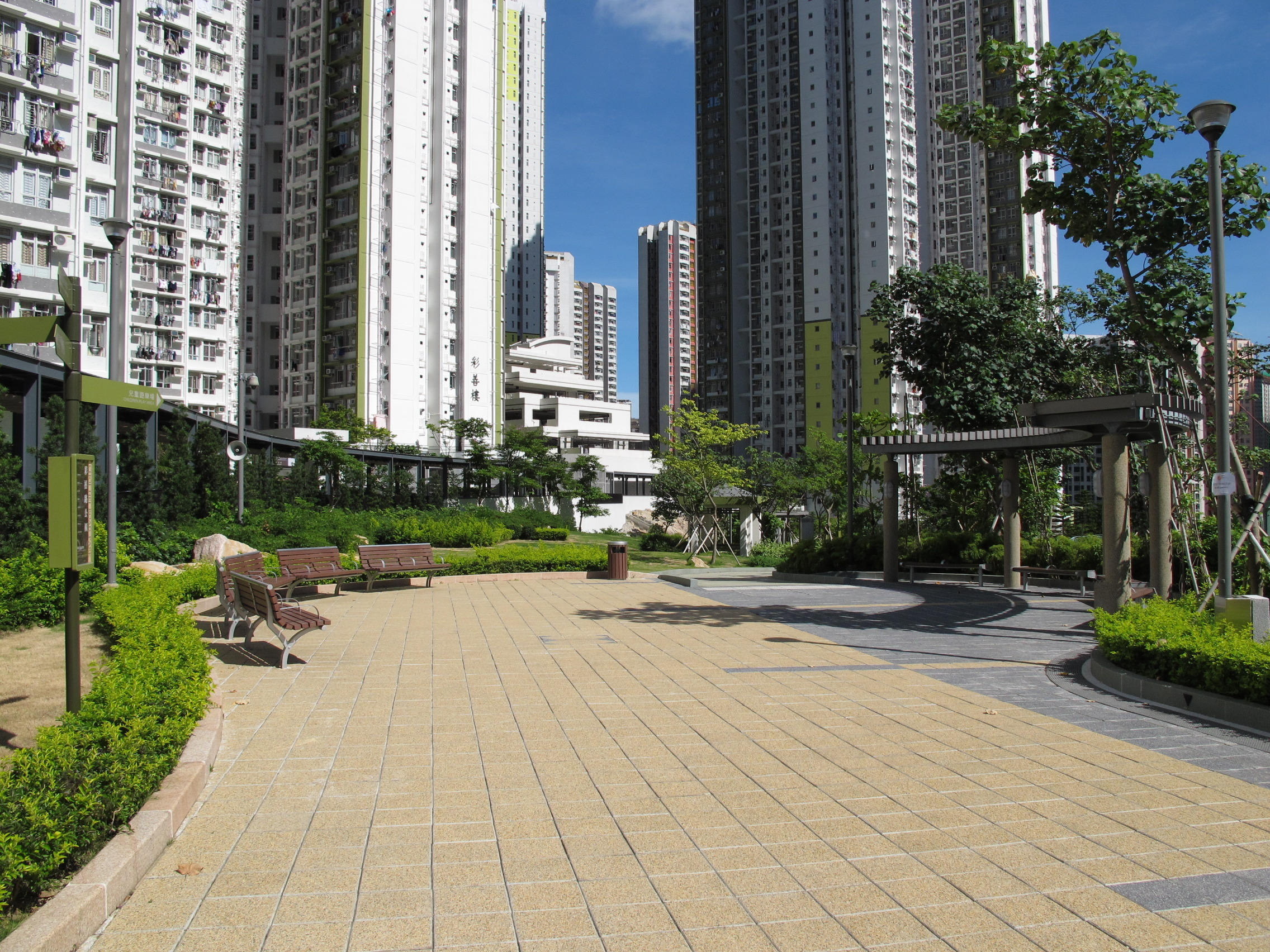
彩禧路公園

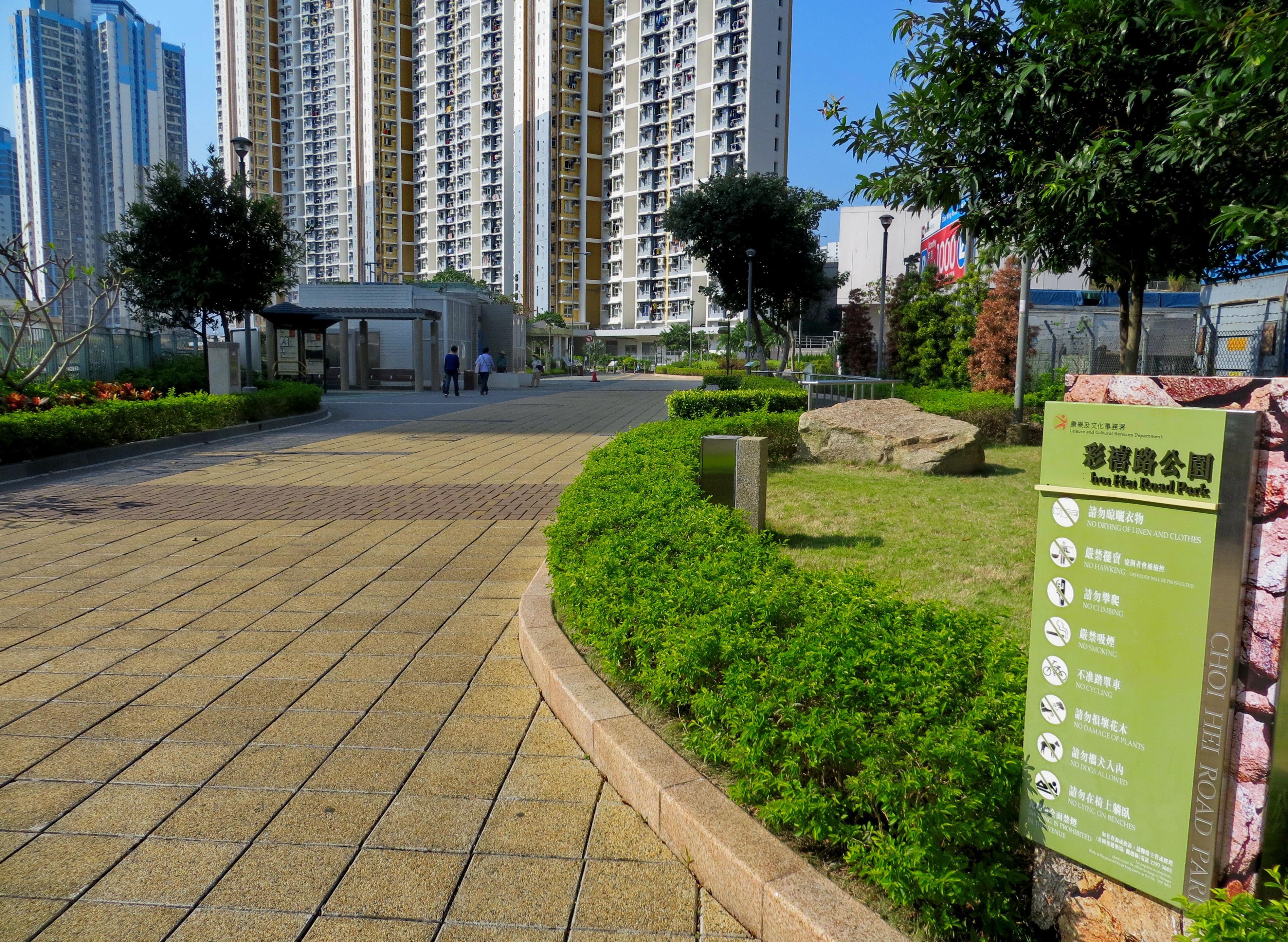
公園步行徑

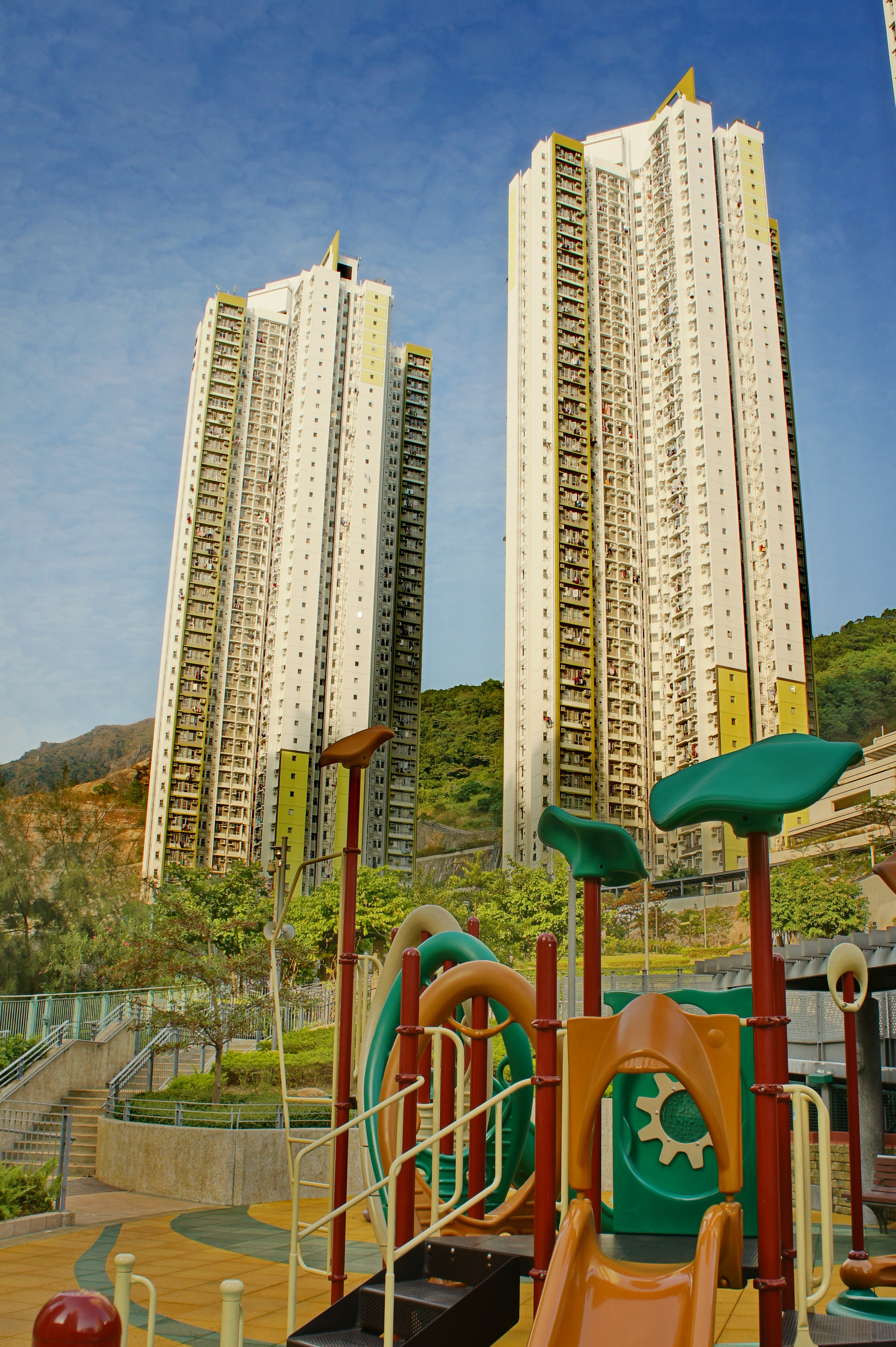
彩禧路公園兒童遊樂場，後方建築物為彩福邨。

彩禧路公園（英語：Choi Hei Road Park）是香港一座以花崗岩為主題的主題公園，地址位於香港九龍觀塘區平山彩禧路3號，佔地1.36公頃，為香港面積最龐大的一座花崗岩公園，提供蜿蜒的散步徑和各樣休憩設施，以綠化地帶連接四周的公共屋邨，公園於2010年7月公園對外開放，由康樂及文化事務署管理。

## 設計
彩禧路公園前身為石礦場，在石礦場發展成為住宅區後成為區內主要之「綠化連接地帶」，與彩德邨和彩福邨相連緊靠，連接彩德商場的梯級花園和景觀露台。彩禧路公園園內展示有數十塊於原來地址發掘出來的花崗岩，綠化率達到5成半，於夏季時可以降低溫度4至5度。園內設有一條長660米的生態步行徑，貫通公園及各發展項目的生態步行徑步行徑，配合自然斜度興建，設有無障礙通道，連接園內的康樂及健身設施，在香港地貌岩石保育協會的協助下，沿途有展示花崗岩，並且有資訊板介紹花崗岩的成分、形態及自然現象等，簡單來說，花崗岩常用作建築材料，它的主要成分是石英、長石和雲母。石英一般是黄色帶粉紅，會以長形的石英脈在岩縫出現，是造玻璃和鏡片的材料。長石也是玻璃和其他化工原料，雲母則是良好的電絕緣體和熱絕緣體。資訊板有助遊人欣賞岩石的美態，並豐富他們對地質學和地質保育的認識。
此外，園內有幅面積達4,400平方米的草坪。由於地盤原本是石礦場，地盤為花崗石基岩秃地，缺乏表土層，難以種植，而且地盤位於一幅長形的斜坡上，高低差約35米，增加了規劃公園的難度。經過堆土等的改良方法，彩禧路公園已經種滿植物，選種的樹木，如欖仁樹及小葉欖仁樹等，形態美觀。彩禧路公園克服於石礦場舊址種植樹木的挑戰，為石礦場舊址提供綠化效果。
房屋署耗資7千萬港元，於園內設置休憩設施、健身區、步行徑和水景設施等。於園內提供無障礙通道及各種文康設施，為前石礦場重新塑造優美環境。彩禧路公園原址開採之天然花崗岩，巧妙地融入公園之園境及綠化，以回應「地質公園」之設計主題。公園從觀塘游泳池重建項目一共移動種植了91棵達到20樹齡以上的樹木，合共種植了約230棵樹木和逾9萬棵灌木，園內之開花植物包括黃槿、大花紫薇和魚木，為綠化環境增添香氣和色彩。

## 設計目的和特色
彩禧路公園的設計，旨在為四周的公共屋邨創造綠化地帶，並設置可供殘疾人士通行無阻和各種美化市容的設施，為前礦場重新塑造優美環境的「綠化連接地帶」。主要設計特色如下：
(a) 消閑步行徑 —— 為克服該地段較大的高低差距，以及避免干擾渠務專用區的現行運作，在設計消閑步行徑時，利用一系列斜道和與外部梯級結合的鋼製 天橋組成通道系統，以方便遊人往返公園。我們亦利用蜿蜒的消閑步行徑，提供了觀景站和平台，以配合不同的活動和使用。該步行徑全長660米，橫跨整個公園。在設計康樂設施時，我們也考慮到毗鄰穿梭升降機塔、行人路及住宅項目的位置，以提供一個有效的行人流通網絡，貫通於公園、公屋大廈和公共交通樞紐之間；
(b) 保護現存的天然花崗岩 —— 公園的設計以「地質公園」為主題，以保育天然花崗岩。花崗岩是一種在香港常見的岩石。步行徑沿途展示區內的花崗岩樣本和資訊板，除介紹花崗岩石外，亦有助遊人欣賞岩石的美態，並豐富他們對地質保育和地質學的認識；
(c) 廣泛移植樹木 —— 公園周邊種植大量樹木和灌木，以為遊人提供遮蔭和美化市容之效。其中公園包括91棵從另一個公共工程項目移植的成齡樹，包括黃槿、大花紫薇和魚木。另一項特別的挑戰是在石礦場舊址種植樹木。地盤平整工程完成後，地區休憩用地的地盤已大致貧瘠及沒有任何植物，並明顯缺乏表土層。首先在預先設計的植樹地點移去頂部 - 3 - 900 毫米現有的基石，然後回填風化花崗岩和土壤改良劑，以方便後期的種植工程。這項措施使工人可以在主要位置進行植樹。工程採用了局部土堆，種植大量樹木和灌木，為傾斜的地盤塑造空間效果。
(d) 可持續設計 —— 公廁採用天然照明和通風設計，能減少耗能。此外，在公廁內設置大型地面花槽，以及在公廁樓天台進行綠化工程，均能增加綠化。至於在主要位置設置太陽能照明燈，除可提供照明外，更可提高市民環保意識。

## 發展
發展的總體藍圖提供了一個盛大的 U 形綠化帶，延伸由東到西。其中，彩禧路公園是一個主要的「綠化連接地帶」，與彩德邨和彩福邨相連緊靠，並連接彩德商場的梯級花園和景觀露台，塑造了一個綠色的生態步行徑。該地區的概念是利用建築平台建成地區休憩用地，提供一系列康樂設施，以滿足居民的不同需要。
彩禧路公園在主要位置設置太陽能照明燈，公廁採用天然照明和通風的設計，內設大型地面花槽。天台亦進行綠化工程。

## 歷史
平山一帶原是一個石礦場，位於人口稠密的九龍灣地區邊緣。2001年，香港政府決定將位於九龍觀塘區平山已經停止運作26年的平山石礦場及毗鄰山地，發展彩雲道及佐敦谷毗鄰的發展計劃，興建公共屋邨為彩盈邨、彩德邨及彩福邨，3條公共屋邨於2011年全部竣工。為了增加區內休憩用地，房屋署在接駁3條屋邨的彩禧路地盤興建公園，於2010年8月竣工。
2010年7月，公園開放予公眾使用，並作為「綠化連接地帶」連繫附近不同區段之公共房屋。
2012年，康樂及文化事務署計劃與團體合作，舉辦導賞團。

## 設施
- 管理處辦公樓
- 休憩處
- 水景設施
- 兒童遊樂場
- 卵石路
- 太極園
- 長者健身區
- 洗手間
- 飲水機

## 禁煙安排
彩禧路公園全面禁煙，不設吸煙區。

## 鄰近地點
彩禧路公園連接彩德邨、彩福邨及彩德商場梯級花園和景觀露台。